# シアル酸
| シアル酸             | シアル酸         |
| -------------------- | ---------------- |
| シアル酸の一般構造式 |                  |
| 分子式               | C11H19NO9        |
| 分子量               | 309.273          |
| CAS登録番号          | 131-48-6         |
| 形状                 | 白色の粉末状結晶 |
| 沸点                 | 186 °C分解点     |

シアル酸（シアルさん、英: sialic acid）とは、ノイラミン酸（英: neuraminic acid）のアミノ基やヒドロキシ基が置換された物質を総称するファミリー名である。通常糖鎖の非還元末端に存在し、細胞の認識など重要な機能を担っている。ノイラミン酸は分子内にカルボキシル基とアミノ基を持つ特殊な9炭糖でガングリオシドなどの糖鎖の一部として存在していることが多い。カルボキシル基の炭素を1位として骨格に番号をつけている。天然には5位がアセチル化されたN-アセチルノイラミン酸 (Neu5Ac) が多く存在し、グリコール酸で修飾されたN-グリコリルノイラミン酸（Neu5Gc）が次に多く存在する。
シアル酸を多く含む糖タンパク質であるセレクチンはヒトとその他の生物の結合を制御している。また、転移するガン細胞は多くのシアル酸リッチな糖タンパク質を発現しており、これらのガン細胞が血流に入るのを助けている。
細胞表面に存在するシアル酸リッチな複合糖質は細胞表面の水分を保っている。細胞表面のシアル酸リッチな部位は、生理的な条件下でカルボキシ基の一部が解離して負に帯電することもあり、細胞表面を負に帯電させる作用がある。水は極性分子なので正に帯電した部分が細胞の表面に引き付けられる。また例えば、赤血球の表面もシアル酸リッチであり、赤血球の表面が負に帯電していることで、赤血球同士が電気的に反発して凝集しにくいようになっていることなどにも関係している。

## N-グリコリルノイラミン酸
CMP-Neu5Acのアセトアミド基に酸素原子を1つ付加する酵素であるCMP-Neu5Ac hydroxylase（CMAH）が作用することでCMP-Neu5Gcが合成される。ヒトの糖鎖にはNeu5Gcは遺伝子レベルで存在しないことがわかっている。250 - 300万年前にCMAHの遺伝子のエキソンが消え、フレームシフトしているためである。これはヒト以外の生物ではNeu5Gcが病原体の感染に関わっていることが多く、様々な哺乳類を家畜化する際に家畜と同じ病原体には感染しにくくなるためという説が支持されている。
免疫にも関わっており、ブタなどの生物から臓器を移植した場合はNeu5Gcが含まれる糖鎖に対し抗体を生産し、攻撃を始める。これが異種間臓器移植の最大の障壁になるとも言われている。Neu5Gc自体は毒ではなく大量に経口摂取した場合はほとんどが吸収されずに体外に排出される。